# Beyla (Guinea)
Beyla es una localidad de la prefectura de Beyla en la región de Nzérékoré, Guinea, con una población censada en marzo de 2014 de 32 212 habitantes.
Se encuentra ubicada al sur del país, cerca de la frontera con Liberia y Costa de Marfil.